# Peugeot Type 2
La Peugeot Type 2 est le deuxième modèle d'automobile fabriqué et commercialisé par Armand Peugeot, fondateur des automobiles Peugeot, en 1891.

## Historique
En 1889, Armand Peugeot expose le prototype de Peugeot Type 1, un tricycle équipé d'une chaudière à vapeur de Léon Serpollet sur le stand Peugeot de la galerie des « machines et des progrès techniques » de l'Exposition universelle de Paris.
Durant cette exposition, Armand Peugeot découvre l'invention révolutionnaire de l'allemand Gottlieb Daimler : le moteur à explosion à essence. Il décide alors de renoncer à la propulsion à vapeur pour ses futurs modèles et d'opter pour une solution plus légère, toujours appliquée à un tri ou quadricycle. Mais contrairement à Serpollet qui pouvait vendre des chaudières à vapeur fabriquées en France, Daimler ne pouvait vendre ses moteurs à l'étranger. Il faisait fabriquer ses moteurs jusqu'alors au gaz, par les ateliers Panhard & Levassor, sous licence. Au terme d’un accord entre Armand Peugeot, Gottlieb Daimler, inventeur du moteur à essence Daimler Type P et fondateur du constructeur Daimler-Motoren-Gesellschaft qui deviendra Mercedes-Benz en 1926, et Émile Levassor, associé de René Panhard dans la société Panhard & Levassor qui fabrique des moteurs Daimler sous licence, le premier véhicule Peugeot à moteur essence, la Type 2, est produite en 1890.

Dès la fin de l'exposition, Émile Levassor propose une association à Armand Peugeot pour construire le châssis d'un quadricycle qui sera la Peugeot Type 2, suivie un an plus tard, de la Peugeot Type 3, conçue sur la base d'un fiacre motorisé, dont le chauffeur et les passagers sont assis face à face (Vis-à-vis). Ce sont les prémices de la Société des Automobiles Peugeot fondée par Armand Peugeot en 1896.

Le 11 septembre 1890, Levassor écrit à Gottlieb Daimler en lui demandant de venir à Paris pour voir la voiture à quatre places qu'il venait de mettre au point et le quadricycle qu'Armand Peugeot venait d’envoyer chez Panhard pour mise au point car son fonctionnement était mauvais. 
NDR : À l'époque, les taxes étaient très différentes selon que l'on produisait un véhicule tricycle ou quadricycle avec ou sans moteur classé vélocipède ou une automobile. La seule différence de classement résidait dans la présence ou non d'un châssis dans la structure. La société Peugeot chercha le plus longtemps possible à faire classer ses productions dans la catégorie vélocipèdes.
Ce quadricycle, le premier fabriqué par Peugeot, a finalement été vendu par René Panhard, le 9 juin 1891 à un client suédois après qu’il eut été mis au point par Panhard & Levassor4.